# Branko Bujić
Branko Bujić (Bar, 1947. november 25. –) jugoszláv nemzetközi labdarúgó-játékvezető.

## Pályafutása

### Nemzeti játékvezetés
1984-ben lett az I. Liga játékvezetője. Az aktív nemzeti játékvezetéstől 1992-ben vonult vissza.

#### Nemzeti kupamérkőzések
Vezetett Kupa-döntők száma: 1.

##### Jugoszláv-kupa
| Időpont         | Helyszín             | Mérkőzés típusa | Mérkőzés                    | Eredmény | Nézők száma |
| --------------- | -------------------- | --------------- | --------------------------- | -------- | ----------- |
| 1989. május 10. | JNA Stadion, Belgrád | döntő           | FK Partizan–FK Velež Mostar | 6 – 1    | 38 923      |

#### Nemzetközi játékvezetés
A Jugoszláv Labdarúgó-szövetség Játékvezető Bizottsága (JB) terjesztette fel nemzetközi játékvezetőnek, a Nemzetközi Labdarúgó-szövetség (FIFA) 1989-től tartotta nyilván bírói keretében. Több nemzetek közötti válogatott és klubmérkőzést vezetett, vagy működő társának partbíróként segített. Az aktív nemzetközi játékvezetéstől 1990-ben búcsúzott. Válogatott mérkőzéseinek száma: 1.

## Magyar vonatkozás
| Időpont          | Helyszín             | Mérkőzés típusa              | Mérkőzés           | Eredmény | Nézők száma |
| ---------------- | -------------------- | ---------------------------- | ------------------ | -------- | ----------- |
| 1989. április 4. | Népstadion, Budapest | felkészülési (631. mérkőzés) | Magyarország–Svájc | 3 – 0    | 7000        |